# Finnugor őshaza
A finnugor őshaza vagy uráli őshaza az uráli (finnugor és szamojéd) nyelvű népek feltételezett közös őshazája az erre vonatkozó elméletek szerint. Az őshazát a proto-uráli (ősuráli) nép lakhatta. Az őshaza helye és kiterjedése vitatott, az elméletek többféle nézetet képviselnek.
Habár a szakirodalomban az uráli őshaza, illetve uráli ősnép és uráli alapnyelv kifejezések elterjedtebbek, ez a szócikk a finnugor őshaza megnevezést használja, amibe a finnugor nyelvű népek mellett a szamojéd népek őshazája is beleértendő. Az uráli őshaza név ugyanis megtévesztő lehet, hiszen nem bizonyított e nép hazájának az Urál hegység menti fekvése.

## Az őshaza
A 18–19. században került előtérbe a nép- és nyelvrokonságok kutatása. A nyelvtudósok feltárták az egyes nyelvek hasonlóságait s ez alapján megalkották azok feltételezett családfáit. Az összehasonlító nyelvészet akkori művelőinek felfogása szerint a rokon nyelvek egy közös ősnyelvből fejlődtek ki, amelyet egy ősnép beszélt. Az uráli nyelvcsaládba sorolt nyelvek esetében ez a feltételezett ősnyelv az uráli alapnyelv, és e nyelv kialakulásának földrajzi helye - ami egyben az azt beszélő ősnép élőhelye - az őshaza. Habár tágabb értelemben a magyarok őshazájának is tekinthető ez az őshaza, hisz e felfogás szerint a magyarok ősei éltek ott, azonban magyar őshazaként az önálló magyar nyelv kialakulásának vélt helyszínét, Magna Hungariát fogadták el.

## Ázsiai őshaza
A 19. század közepére-végére alkották meg a nyelvészek az eurázsiai nyelveket felölelő három nagy nyelvcsaládot: a finnugort, az indoeurópait és az altajit. A nyelvészek e munka során megpróbálták a nyelvek és nyelvcsaládok átfogó rendszerét megalkotni, minden nyelvet valamely nyelvcsaládba besorolni, és tisztázni a nyelvcsaládok egymáshoz való viszonyát. A ma finnugornak nevezett nyelvek esetében az első jelentősebb ilyen irányú kísérletek megalkotói, az észt Wiedemann és a finn Matthias Alexander Castrén (egymástól függetlenül) az urál-altaji nyelvrokonság híveiként az őshazát Belső-Ázsiába, az Altaj-Szaján vidékére helyezték. Castrén járt is a helyszínen és az ott lévő földrajzi nevek egy részében finn szavakat vélt fölfedezni.
Castrén elméletét azonban először nyelvészetileg, majd régészetileg cáfolták meg.

## Volga–Káma vidéki őshaza
A nyelvészeti paleontológiát először egy oroszországi tudós, Köppen alkalmazta a finnugor népek esetében. Köppen a méhészkedés szavait vizsgálta, és mivel azok a finnugor és indoeurópai nyelvekben megegyeznek, így a két népnek közös őshazát keresett. Mivel korábban a méhészkedés Szibériában ismeretlen volt, Köppen az őshazát Európában kereste. Azért választotta végül is a Volga-Káma vidékét az "árjofinn" őshazának, mert az ott élő finnugor népek körében nagy hagyománya van a méhészkedésnek. Köppen érdeme, hogy az új módszereket elterjesztette a nyelvészetben, azonban hibája, hogy az ősi nyelvben szereplő növényneveket a mai földrajzi-éghajlati viszonyokkal vetette össze. Elméletetét így, hogy az őshaza nem terjedhetett át Ázsiára, hamar megcáfolták.

## Baltikumi őshaza
Az 1950-es években az őshazakutatásba a régészek is bekapcsolódtak. Az ekkor keletkezett legnagyobb jelentőségű mű, László Gyula Őstörténetünk legkorábbi szakaszai című könyve, mely 1961-ben jelent meg. László Gyula a palynológiát (pollenvizsgálat) összevetette a nyelvészeti paleontológiával, és így világossá vált, hogy az Urál hegység mindkét oldala az utolsó jégkorszak után még sokáig lakhatatlan volt. Ebből kiindulva kizárta az Urál hegység menti őshazát és figyelme nyugatabbra terelődött. 
Másik nagy érdeme, hogy régészeti adatokat is felhasznált és ezeket összevetette a nyelvészeti eredményekkel. A feltehetőleg finnugor eredetű újkőkori fésűs kultúrát ez alapján azonosította a középső-kőkori szvidéri kultúrával, és így a finnugor őshazát a Baltikum területére helyezte. László Gyula antropológiai és nyelvészeti érvei azonban gyengék voltak, így elméletét elvetették.

## Urálmenti őshaza
Ugyancsak az ötvenes években alakította ki két magyar nyelvész: Hajdú Péter és N. Sebestyén Irén azt az elméletet, mely szerint a finnugor őshaza Ázsiában helyezkedett el. Hajdú Péter ugyancsak a pollentérképek alapján arra jutott, hogy az őshaza Nyugat-Szibéria északi részén lehetett és az Urál hegység északi nyúlványain keresztül áthúzódott Észak-Európába. Erről a területről vándoroltak aztán kelet felé a szamojédok ősei, nyugat felé pedig a balti és volgai finnugor népek ősei. 
Ezt az elméletet erősítették szovjet  régészek, akik szerint az újkőkori Ural-Kámai kultúra a finnugor ősnép emléke. Valerij Nyikolajevics Csernyecov elmélete az őshazát szintén az Uráltól keletre, az Ob vidékére valószínűsítette. Hajdú Péter elméletét Veres Péter délebbre tolta az újabb pollenvizsgálatok alapján az Ural középső vidékére.

## Nagy őshaza elmélet
A 80-as években a régészetben is új elméletek láttak napvilágot. A Felső-Volga vidéki ásatások bizonyították, hogy a kora bronzkorban nem folyt ezen a területen nyugati irányú népvándorlás. Ezáltal kétségessé váltak az Ural menti őshazaelméletek, mert ebben az időben a balti finnek már minden jel szerint a mostani területükön éltek. Ezzel egyidejűleg megerősödött Finnországban és Észtországban az az elmélet, mely szerint a finnek ősei már középső kőkorban is e területen éltek. Erkki Itkonen finn nyelvész megpróbálta az uráli őshazaelméleteket a finn-észt kutatási eredményekkel összhangba hozni és megalkotta a nagy őshaza elméletet. Itkonen szerint az őshaza az Urál hegységtől a Baltikumig terjedt. Elméletét bizonyítják régészeti leletek is, azonban nyelvészeti tények cáfolják: hogyan juthattak el iráni eredetű szavak Finnországba? Ennek ellenére Finnországban ezt az elméletet tartják a legvalószínűbbnek, ez pedig bizonyítja, hogy László Gyula nem tévedett a régészeti eredmények értékelésében, csak az elmélete egészében nem volt elfogadható.
Ez az elmélet volt elfogadott Oroszországban a 19 század végén. V.O.Klucsevszkij a Moszkvai Történeti társaság elnöke és a Moszkvai Egyetem professzora 1895-ben lejegyzett előadássorozatában a Felső-Volga vidékét mint a finnugor népek őshazáját adja meg. Ezt a területet az orosz törzsek csupán a 13. század folyamán gyarmatosították.

## Újabb eredmények
Az uráli őshazakutatások eredményéből úgy tűnik, hogy az uráli ősnépesség Kr. e. 4000 körül a Volga déli folyásvidékéről vándorolhatott három irányba észak felé, a mindenkori jéghatárt követve:
- Északkelet felé Nyugat-Szibériába a Kaszpi-tenger északi partvidékén, és az Aral-tó vidékén keresztül
- A Volga mentén észak felé Közép-Oroszországba
- A mai Ukrajna területéről a Baltikum felé

Így alkották azt a széles sávot, amely Nyugat-Szibériától a Baltikumig tart, és amely a finnugor ősnép utolsó őshazája lehetett.

## Népességgenetikai bizonyítékok

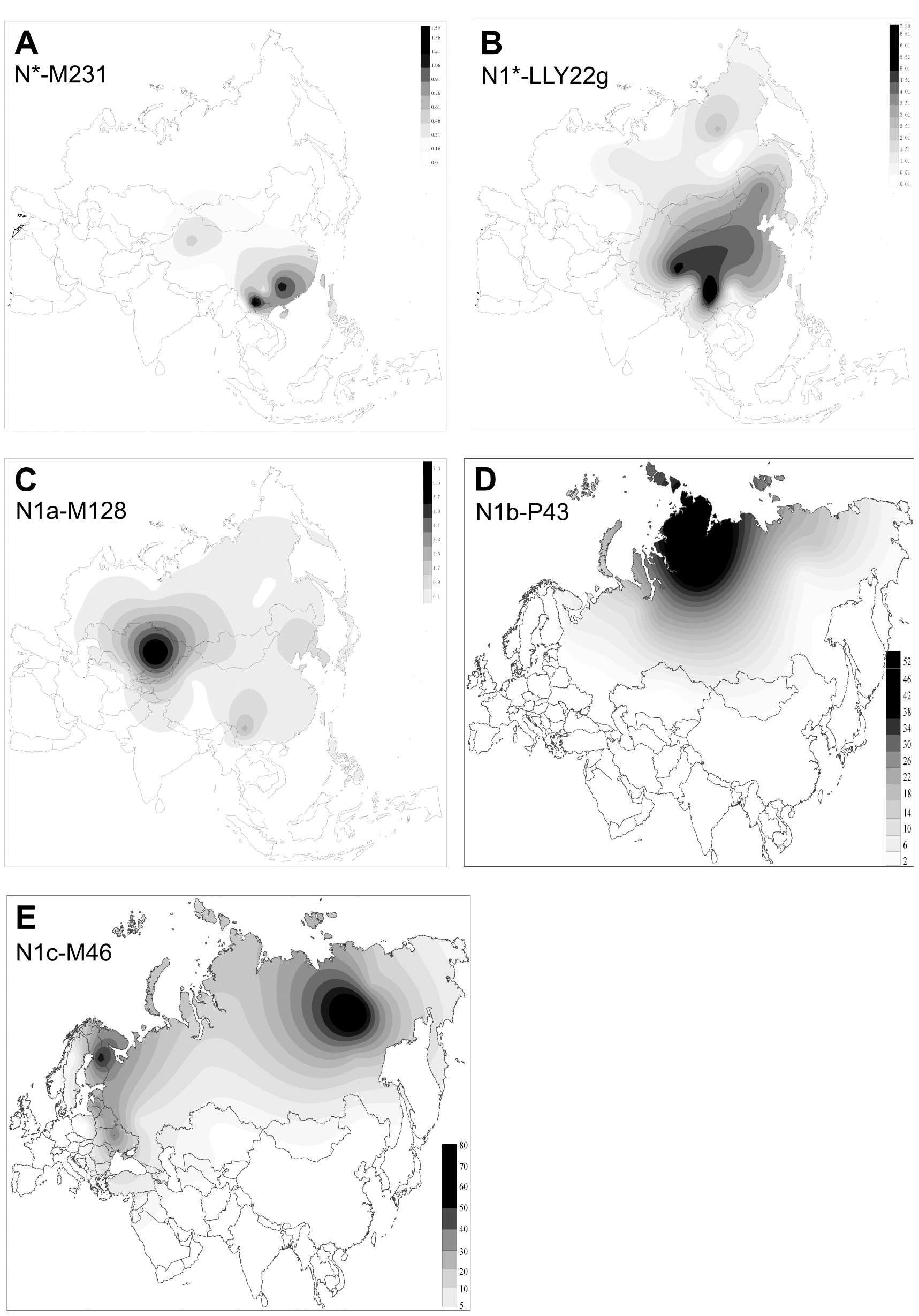
Az N haplocsoport alcsoportjainak eloszlási térképe. (A) N*-M231, (B) N1*-LLY22g, (C) N1a-M128, (D) N1b-P43, (E) N1c-M46.

Az uráli nyelvet beszélő népek jellemző genetikai markere az N1c-Tat, más néven N-M46 (Y-DNS, apai vonal) haplocsoport. A finnek 63%-ánál, a számik 47%-ánál és az észtek 41%-ánál megtalálható ez a haplocsoport. A szamojédeknél inkább több N1b-P43 található, mint N1c. Az N haplocsoport kína északi részén alakult ki 20–25 ezer évvel ezelőtt, és onnan terjedt el Eurázsiába, Szibérián keresztül Észak-Európába. Az N1c1 gyakran megtalálható a finnugor népcsoportokban, az N1c2 pedig a szamojédokban. Ezen felül a Z haplocsoport (mitokondriális DNS, anyai vonal), ami kis számban megtalálható a számiknál, finneknél és más szibériaiaknál is, szintén az uráli népek vándorlásához köthető.
Az északkelet-kínai Liao-kultúra kiásott csontmaradványainak legújabb genetikai elemzése során az N1 (Y-DNS) haplocsoportot a leletek 60–100%-ánál megtalálták. Ezért új lehetőségként felmerült, hogy az uráli nyelvek őshazája a Liao-folyó térségében lehetett. A legrégebbi fésűs-gödröcskés kerámia is, amelyek leginkább a finnugor népekhez köthetők, szintén a Liao-kultúrában található meg. Ezt megerősíti Vlagyimir Napolszkih etnográfus is, a finnugor nyelvek kutatója, aki a Föld-teremtésmondák eredetét kutatva arra a következtetésre jutott, hogy egy bizonyos változata ezeknek a mítoszoknak, ami az uráli és más N1(Y-DNS)-t hordozó népek folklórjára jellemző, Észak-Ázsiából ered, valószínűleg a mai Kína északkeleti területeiről.
A régebbi genetikai adatok alapján úgy látszott, hogy a magyar az egyetlen délre vándorolt finnugor népcsoport, amelynél az N1c szinte egyáltalán nem található meg sem a honfoglaló, sem a mai népességben. A mai magyar mintákban a kutatók által mért N1c kisebb volt 0,5%-nál, ennél még a cseheknél és a románoknál is magasabb értéket mértek a genetikusok. Úgy tűnt tehát, hogy a magyarok genetikai elődei kis mértékben keveredtek a többi finnugor nyelvet beszélő néppel.
A 2013 után végzett kutatások (Bíró, Németh, Fehér, Pamjav) a következő értékeket mérték mai mintákban: magyarok (N1c: 0,9%), székelyek (N1c: 6,3%); manysik (N1c: 23,3%; N1c+N1b: 86,6%), egy másik manysi mintában (N1c: 16,0%; N1c+N1b: 76%). Pamjav és kutatótársai úgy fogalmaztak: „Vizsgálataink eredménye szerint az N1c haplocsoporton belül elkülöníthető egy L1034-es jelzővel illetett mutáció (SNP változás), amely a manysi és magyar/székely N1c minták jelentős részében megvolt, míg az ugyancsak vizsgált burját, mongol és finn populációkból hiányzott (Fehér és mtsai 2014). [...] A fenti észrevételek alapján jó okunk van azt feltételezni, hogy az N1c-L1034 alcsoport ugor kori örökség a magyar és manysi génállományban.”